# Oberwiera
Oberwiera là một đô thị thuộc huyện Zwickau, bang Sachsen, nước Đức.